# Witold Sitarz
Witold Jan Sitarz (ur. 12 sierpnia 1945 w Budach) – polski inżynier mechanik i ekonomista, menedżer, polityk, poseł na Sejm VI kadencji, senator VIII kadencji.

## Życiorys
Ukończył studia na Politechnice Poznańskiej (w 1968 na Wydziale Mechaniczno-Technologicznym, a w 1973 na Wydziale Elektrycznym). W 1998 uzyskał także licencjat na Akademii Ekonomicznej w Poznaniu. Studiował podyplomowo na Politechnice Warszawskiej oraz Wrocławskiej (automatyzacja obiektów przemysłowych), a także na Uniwersytecie Warszawskim (zarządzanie).
Od 1968 do 1990 pracował jako inżynier w Zakładach Automatyki Przemysłowej MERA-ZAP w Ostrowie Wielkopolskim. W latach 1976–1979 był oddelegowany do pracy przy budowie elektrowni w Tuzli w Bośni i Hercegowinie. Od 1990 do 1993 był dyrektorem i prezesem zarządu w Zakładach Automatyki Przemysłowej ZAP, po czym do 1994 pełnił funkcję inspektora w urzędzie miejskim w Kaliszu. Od 1994 do 2007 zajmował stanowiska dyrektora i wicedyrektora w Spółce Wodno-Ściekowej Prosna w Kaliszu.
W latach 80. działał w „Solidarności”, był członkiem zarządu regionu związku. W 2006 został radnym rady miejskiej w Kaliszu. W wyborach tych ubiegał się też o miejską prezydenturę – zajął drugie miejsce, otrzymując 4133 głosy (11,48%).
W wyborach parlamentarnych w 2007 uzyskał mandat poselski z listy Platformy Obywatelskiej. Kandydując w okręgu kaliskim, otrzymał 11 328 głosów. W wyborach w 2011 z powodzeniem ubiegał się o mandat senatora z ramienia PO w okręgu wyborczym nr 96, otrzymując 30 879 głosów (27%). W 2015 z wynikiem 27 071 głosów (23,15%) nie został wybrany na kolejną kadencję. W 2018 bezskutecznie kandydował do sejmiku wielkopolskiego.

## Życie prywatne
Syn Zygfryda i Longiny. Mąż Kazimiery, nauczycielki języka francuskiego. Ojciec Agaty, Natalii i Emilii, z których każda zawodowo zajęła się muzyką.
Jest czynnym pilotem i instruktorem szybowcowym, był przewodniczącym Parlamentarnego Zespołu Lotnictwa.

## Odznaczenia
- Krzyż Wolności i Solidarności (2015)[11]
- Medal „Za zasługi dla obronności kraju”[12]